# Prick Up Your Ears
Pour plus de détails, voir Fiche technique et Distribution.
Prick Up Your Ears (en français, « dressez vos oreilles », avec un jeu de mots sur l'argot prick up : bite dressée) est un film britannique de Stephen Frears sur la vie du dramaturge Joe Orton et de son amant Kenneth Halliwell (en), sorti en 1987.

## Synopsis
Lorsque la police découvre la mort de Kenneth Halliwell et de Joe Orton, l'agent littéraire de ce dernier, Peggy Ramsay, emporte avec elle le journal d'Orton. Plusieurs années après, un homme qui souhaite écrire la biographie de l'écrivain contacte Peggy, qui lui remet le précieux journal… Ce dernier permettra-t-il de comprendre la mort des deux amants ?
John Orton souhaite devenir acteur, il obtient une bourse pour étudier à l'école d'art dramatique de Londres. C'est là qu'il rencontre Kenneth Halliwell, un homme plus âgé que lui, sombre et cultivé, avec qui il se met en ménage. Ils écrivent des romans à quatre mains, sans percer. Jusqu'au jour où une pièce radiophonique de John est acceptée par la radio...

## Fiche technique
- Titre : Prick Up Your Ears
- Réalisation : Stephen Frears
- Scénario : Alan Bennett d'après la biographie de John Lahr
- Production : Andrew Brown
- Photographie : Oliver Stapleton
- Musique : Stanley Myers
- Durée : 111 minutes (1h51)
- Pays :  Royaume-Uni
- Langue : Anglais
- Montage : Mick Audsley
- Distribution : The Samuel Goldwyn Company
- Format : 35mm (1,85:1) - Dolby
- Couleur : Couleur
- Son : Dolby
- Dates de sortie :
  - 22 décembre 1988,  États-Unis
  - 11 novembre 1987,  Royaume-Uni

## Distribution
- Gary Oldman : Joe Orton
- Alfred Molina : Kenneth Halliwell (en)
- Vanessa Redgrave : Peggy Ramsay
- Frances Barber : Leonie Orton
- Julie Walters : Elsie Orton
- Margaret Tyzack : Madame Lambert
- Lindsay Duncan : Anthea Lahr
- Wallace Shawn : John Lahr

## Récompenses
- Festival de Cannes 1987 : Prix de la meilleure contribution artistique au Festival International du Film Unanimité.
- Meilleur second rôle féminin pour Vanessa Redgrave aux New York Film Critics Circle Awards en 1987.
- Alan Bennett scénariste de l'année, et Gary Oldman acteur de l'année aux London Critics Circle Film Awards en 1988.